# Кампо-Формийский мир
Ка́мпо-Форми́йский мир — мирный договор между Францией и Австрией, завершивший первый этап Революционных войн. Был подписан 18 октября 1797 года в Пассериано, близ венецианской деревни Кампоформидо (итал. Campoformido), со стороны Французской республики — генералом Наполеоном Бонапартом, со стороны эрцгерцогства Австрия — графом Кобенцлем. Договор завершил успешную для Французской республики войну против Австрии и оформил выход её из 1-й антифранцузской коалиции.

## Предварительный Леобенский мир
Кампоформийскому миру предшествовал Леобенский договор, предварительное соглашение о прекращении военных действий между двумя великими державами и подготовке к окончательному миру. Леобенский мирный договор был подписан 18 апреля 1797 года генералом Наполеоном Бонапартом и австрийским генералом Мервельдтом. Само соглашение было одобрено правительствами Франции и Австрии только 4 и 14 мая 1797 года соответственно и ратифицировано 24 мая 1797 года.

## Условия мира
Границами Французской республики признавались её «естественные пределы»: Рейн, Альпы, Средиземное море, Пиренеи, Атлантический океан. По договору, вассальная Франции Цизальпинская республика была образована из Ломбардии, герцогств Реджио, Модена, Мирандола, из трёх легатств — Болонского, Феррарского и Романского, из Вальтелины и части венецианских владений на правом берегу Адидже — Бергамо, Брешиа, Кремона и Полезина. Австрия также признавала Лигурийскую республику. Ионические острова отходили к Франции.
Австрия также уступала Франции Австрийские Нидерланды и прочие территории Священной Римской империи на левом берегу Рейна. Согласно тайной статье договора, Австрия обязывалась на Раштаттском конгрессе (1797—1799) оказать содействие Франции в закреплении за ней территорий на левом берегу Рейна. По условиям договора важный плацдарм Майнц передавался французским войскам по военной конвенции, которая будет подписана в Раштатте, где встретятся французский уполномоченный и граф Кобенцль. Все государи, лишившиеся владений на левом берегу Рейна, должны были получить возмещение на правом берегу из земель, отбираемых путём секуляризации у владетельных князей церкви. Договор о европейском мире должен был обсуждаться в Раштатте.
Австрия в качестве компенсации получила город Венецию и венецианские области на левом берегу Адидже, а также владения Венецианской республики в Истрии и Далмации. Этим население Габсбургской монархии увеличивалось более чем на 2 млн человек.
Герцог Модены Эрколе III, лишившийся своих владений в Италии, получил герцогства Брайсгау и Ортенау в южной Германии.

## Последствия Кампо-Формийского мира
7 декабря 1797 года Наполеон Бонапарт прибыл в Париж, а 10 декабря был триумфально встречен Директорией в полном составе в Люксембургском дворце. Несметная толпа народа собралась у дворца, самые бурные крики и рукоплескания приветствовали Наполеона, когда он прибыл к дворцу.
Договор проложил Франции путь к гегемонии в Италии и обеспечил создание французских плацдармов в Албании и на Ионических островах. А потерпевшей поражение Австрии договор дал передышку для подготовки к борьбе против Французской республики в новой коалиции европейских держав.